# Landschaftsschutzgebiet Stoppelberg

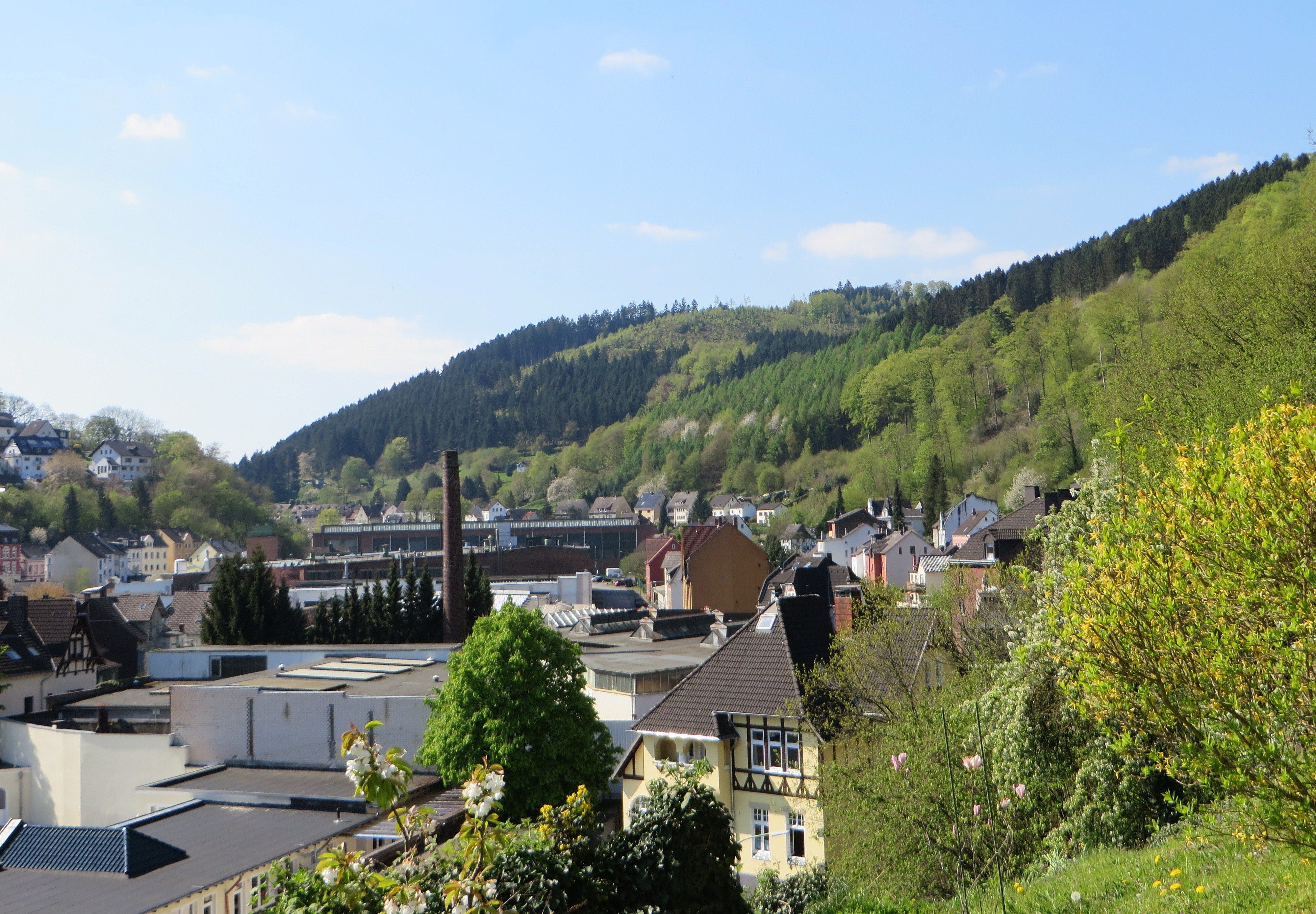
Landschaftsschutzgebiet Stoppelberg

Das Landschaftsschutzgebiet Stoppelberg mit einer Flächengröße von 454,87 ha befindet sich auf dem Gebiet der kreisfreien Stadt Hagen in Nordrhein-Westfalen. Das Landschaftsschutzgebiet (LSG) wurde 1994 mit dem Landschaftsplan der Stadt Hagen vom Stadtrat von Hagen ausgewiesen.

## Beschreibung
Das LSG grenzt im Südwesten direkt an die A 45. Im Süden grenzt das Landschaftsschutzgebiet Deipenbrink an. Im Osten und Norden geht das Schutzgebiet bis zur Bebauung im Nahmerbachtal bzw. Hohenlimburg. Im Westen liegt das Landschaftsschutzgebiet Egge.
Im LSG liegen hauptsächlich Waldbereiche die von Bachtälern durchzogen sind. Südlich der Burganlage „Hohenlimburg“ befindet sich die mittelalterliche Wallburg „Sieben Gräben“, von der noch die Reste der Wallanlagen vorhanden sind. Diese Anlage ist als Kulturdenkmal ausgewiesen. Im Landschaftsschutzgebiet befindet sich das Hohenlimburger Schloss als bauliche Anlage.

## Schutzzweck
Laut Landschaftsplan erfolgte die Ausweisung „zur Erhaltung und Wiederherstellung der Leistungsfähigkeit des Naturhaushaltes, insbesondere wegen des Vorkommens wertvoller Waldgesellschaften mit naturnah entwickelten Lebensräumen, wegen der Vielfalt, Eigenart und Schönheit des waldreichen und sehr bewegten Landschaftsbildes und wegen der besonderen Bedeutung des Gebietes für die auf Naturerlebnis ausgerichtete Erholungsnutzung“.